# The Suspect (pel·lícula de 1944)
The Suspect és una pel·lícula de cinema negre estatunidenca de 1944 protagonitzada per Charles Laughton i Ella Raines, i dirigida per Robert Siodmak. Ambientada al Londres de l'era Edwardiana el 1902, es basa en la novel·la de 1939 This Way Out, de James Ronald, i va ser llançada per Universal Pictures.

## Argument
Philip Marshall (Charles Laughton) és un gerent amable i descarat que va entaular una amistat amb Mary Gray (Ella Raines), una jove taquígrafa que s'havia acostat a ell per buscar feina. A poc a poc s’enamora d'ella, però manté una relació platònica.
L'esposa de Marshall, la Cora (Rosalind Ivan), que també ha alienat el seu fill amb les seves maneres astutes, descobreix l’aventura; quan Marshall li demana el divorci, explicant que tots dos serien més feliços separats, la Cora es nega i amenaça amb un escàndol. Per tal de protegir la reputació de Mary, Marshall trenca la seva relació i talla tots els vincles amb ella; malgrat els seus millors esforços per reconciliar-se amb Cora, el seu matrimoni no millora. Cora mor més tard després de caure per les escales de casa; s'insinua força que Marshall la va assassinar, encara que la mort sembla accidental.
L'inspector Huxley (Stanley Ridges) de Scotland Yard sospita que Marshall va assassinar la seva dona, però no pot demostrar-ho ni establir un motiu. Huxley segueix Marshall, sap de Mary Gray, i entrevista una sèrie de persones del barri de Marshall. Quan Huxley busca entrevistar a Mary directament, se li informa que ella i Marshall es van casar aquell dia, el que fa impossible per a Huxley obligar-la a declarar contra el seu marit. Mentrestant, Gilbert Simmons (Henry Daniell), el veí borratxo de Marxhall, que agredeix la seva esposa, està interessat en conèixer les sospites de l'inspector, i li agrada l'oportunitat de fer xantatge a Marshall, la respectabilitat del qual desitja. Amenaça d'inventar una història sobre una discussió entre Marshall i la seva dona la nit de la seva mort, que demostraria que Marshall havia matat la seva dona.
Marshall enverina el seu veí, utilitzant una sobredosi d’anodyna d'una ampolla que la dona de Simmons havia compartit amb ell. Marshall i Mary planegen traslladar-se al Canadà per seguir el fill de Marshall, que recentment hi ha assolit una posició de la seva empresa. Quan l'inspector s'assabenta de la mort de Simmons, posa a un parany en el qual pretén incriminar la Sra. Simmons per l'assassinat. L'èxit de la trampa depèn de que Marshall es presenti, en lloc de deixar penjar la dona innocent. L'inspector creu que, malgrat tot, Marshall mai ha perdut la seva decència innata. La pel·lícula acaba amb la dona de Marshall i la seva navegació cap al Canadà mentre Marshall desembarca a l'últim moment, presumiblement preparant-se per lliurar-se.

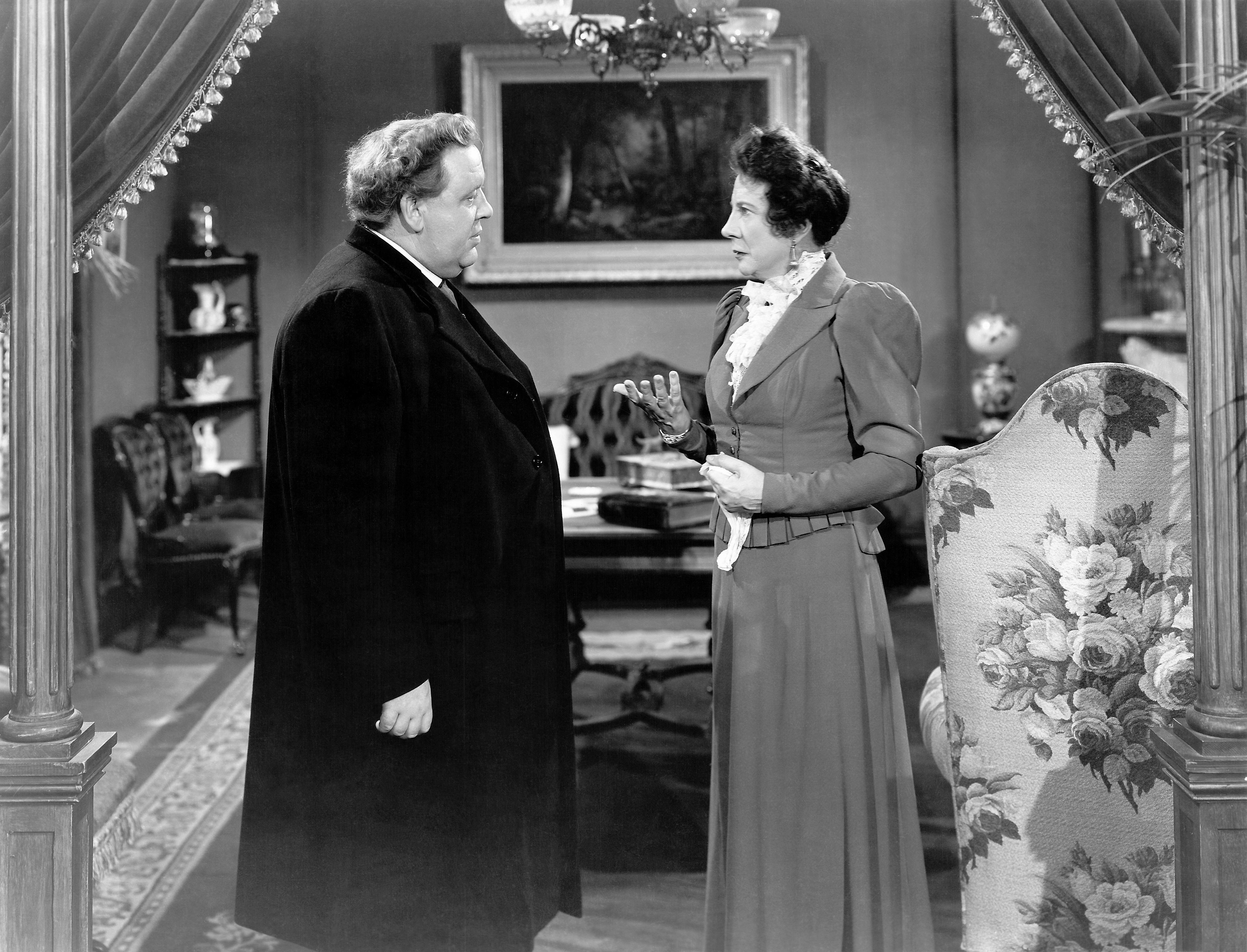
Charles Laughton i Rosalind Ivan
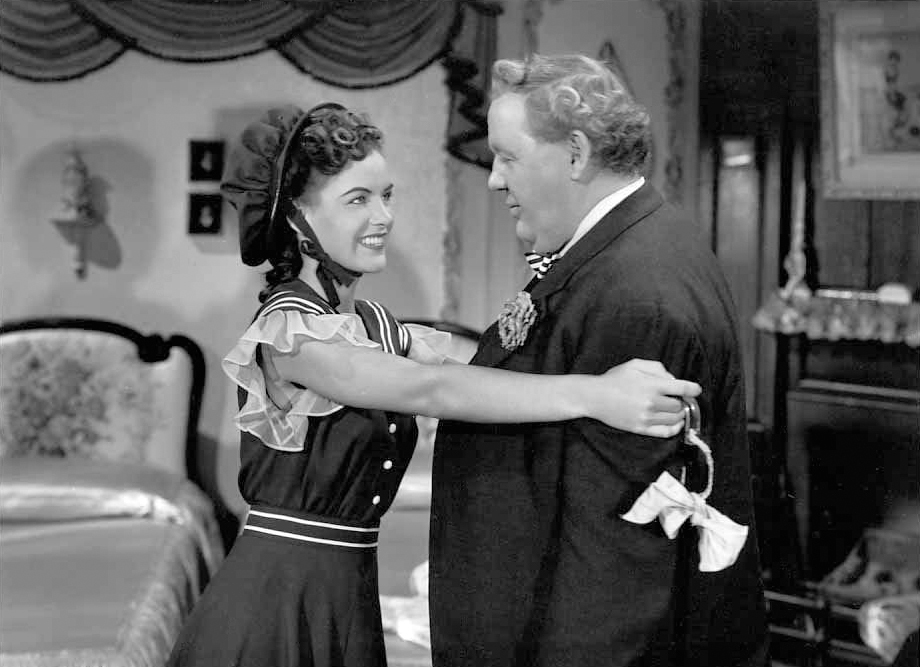
Ella Raines i Charles Laughton
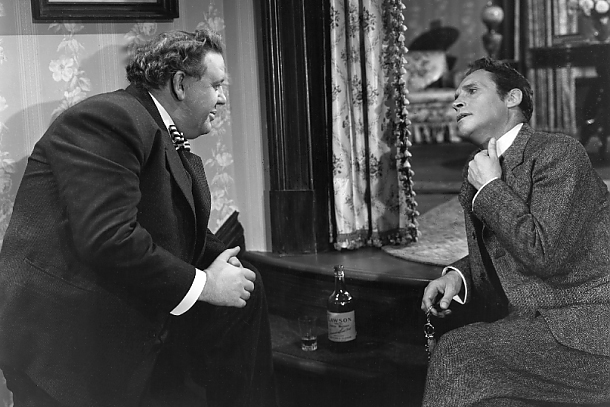
Charles Laughton i Henry Daniell

## Repartiment

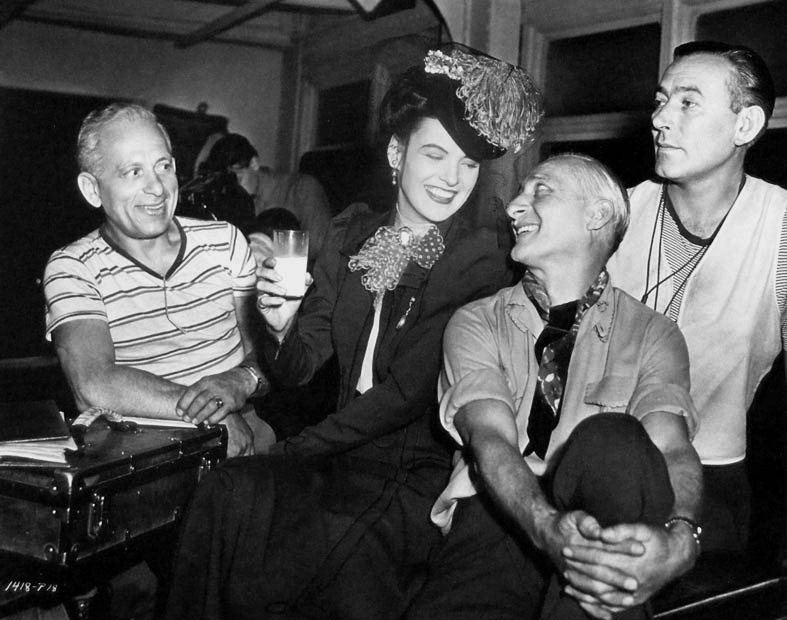
Ella Raines amb els assistents de càmera Robert Lazlo i Frank Heisler i el director de fotografia Paul Ivano al plató de The Suspect

- Charles Laughton com a Philip Marshall[1]
- Ella Raines com a Mary Gray
- Dean Harens com a John Marshall
- Stanley Ridges com a inspector Huxley
- Henry Daniell com a Gilbert Simmons
- Rosalind Ivan com a Cora Marshall
- Molly Lamont com a Sra. Edith Simmons
- Raymond Severn com a Merridew
- Eve Amber com a Sybil
- Maude Eburne com a Sra. Empaquetador
- Clifford Brooke com el Sr. Packer
- Gerald Hamer com a Griswold (sense acreditar)[1]
- Keith Hitchcock com a Crummit (sense acreditar)[1]
- Olaf Hytten com el Sr. Jevne (sense acreditar)[1]

## Producció
Siodmak va dir que "vam tenir la major dificultat per trobar algú amb qui actuar" Laughton. Per controlar l'actor, no li va donar un guió complet, només va parlar de la seva escena la nit abans del rodatge. També va mantenir Laughton ocupat durant el rodatge fent-lo assajar els altres actors anomenant-lo "un director d'actors brillant". Se li va advertir que a la meitat d'una pel·lícula, Laughton tradicionalment tenia episodis d'incertesa; quan això va passar durant el rodatge, Siodmark va simular una rabieta; Laughton el va calmar i la resta de la pel·lícula va transcórrer sense problemes.

## Estrena
Després d'una estrena mundial el 22 de desembre de 1944, a San Francisco, The Suspect es va estrenar a nivell nacional el 26 de gener de 1945. La promoció de la pel·lícula per part d'Universal va incloure una emissió dramatització radiofònica de 30 minuts escrita en la qual Orson Welles va interpretar el paper de Philip Marshall. El disc va ser gravat per WOR Recording, Nova York, i es va escoltar a sis emissores de ràdio de Nova York del 29 al 30 de gener de 1945.
The Suspect va ser escollit per projectar-se a la Casa Blanca el 17 de març de 1945, després d'un petit sopar formal que celebrava el 40è aniversari del casament d’Eleanor Roosevelt i Franklin D. Roosevelt. Entre els convidats hi havia Princesa hereva Juliana d'Holanda.:592

## Recepció
El crític de cinema del The New York Times Bosley Crowther va escriure: "S'ofereix un altre estudi d'un home amable i de mitjana edat que comet un assassinat per desesperació i els seus intents d'amagar la seva connexió a The Suspect... The Suspect no és de cap manera una pel·lícula avorrida, però sembla que no té aquesta qualitat d'emoció que en un bon melodrama manté al límit. En una paraula, és massa suau. Henry Daniell , com el xantatgista, i Rosalind Ivan, com a cònjuge exasperant, són esplèndids cadascun, i Ella Raines és la més atractiva com a segona esposa. Tanmateix, es pot dir que la seva elecció d'un marit de les dimensions del senyor Laughton és una mica estranya."
La revista Variety va elogiar la pel·lícula: "En les mans excel·lents de Charles Laughton, aquest personatge esdevé fascinant... És menys fatxenda i menys vilà dels vehicles anteriors de Laughton. actuació impecable com el ciutadà amable i respectuós de les lleis. Ella Raines, com la jove amb el qual es casa després de la mort de la seva dona, coincideix amb el seu hàbil retrat."
Motion Picture Magazine va donar a la pel·lícula una crítica engrescadora, elogiant l'escriptura, la direcció i l'actuació, dient "Sense picar paraules, l'adaptació d'Arthur T. Horman de la novel·la de James Ronald, magníficament transcrita a la pantalla per Bertram Millhauser. , dirigida de manera brillant per Robert Siodmak, que beu de Charles Laughton la que sens dubte és una de les millors caracteritzacions de la carrera d'aquest últim, totes es combinen per fer de The Suspect un thriller magnífic."
El 2011, el crític de cinema en línia Dennis Schwartz va donar a la pel·lícula una crítica variada, i va escriure que Siodmak "dirigeix amb competència aquesta pel·lícula negra menor d'estudis cinematogràfics i la manté més com a estudi de personatges que no pas com a novel·la policíaca. Es basa en el thriller, però mai esdevé tan emocionant o interessant. Però està ben interpretada, tot i que la trista història mai no és del tot convincent ni fascinant."

## Adaptacions
El 9 d'abril de 1945, The Lux Radio Theatre va presentar una adaptació d'una hora de The Suspect, amb Charles Laughton, Ella Raines, Rosalind Ivan, Denis Green, Lester Matthews i Eric Snowden.
Charles Bennett va adaptar The Suspect per a l'episodi del 2 de juny de 1955 del Lux Video Theatre de NBC-TV. Dirigida per Buzz Kulik, el programa d'una hora de durada fou protagonitzat per Robert Newton (Philip Marshall), Toni Gerry (Mary Gray), John Hoyt (Huxley), Erin O'Brien- Moore (Cora Marshall), John Dehner (Gilbert Simmons) i Richard Lupino (John Marshall).